# 西田光
西田 光（にしだ ひかる、1987年9月14日 - ）は、日本のプロボクサー。第60代日本ミドル級王者。第46代OPBF東洋太平洋ミドル級王者。新潟県新潟市出身。川崎新田ボクシングジム所属。

## 来歴
2006年3月、新潟明訓高等学校卒業し、日本体育大学体育学部へ進学
2008年5月21日、後楽園ホールで阿部武志（TAIKOH小林）と対戦し、2回2分57秒TKO勝ちを収めデビュー戦を白星で飾った。
2008年12月10日、横浜文化体育館で行われた「第30回フェニックスバトル 富久信介杯 メリケンリーグ」で松信亮次（大橋）と対戦し、プロ初黒星となる4回1-2（39-38、2者が38-39）の判定負けを喫した。
2009年9月24日、後楽園ホールで行われた第66回東日本新人王準決勝で加藤大樹（宮田）と対戦し、4回0-2（38-38、2者が38-39）の判定負けを喫し決勝進出を逃した。
2010年3月、新田ボクシングジムが川崎新田ボクシングジムに改称し、川崎新田ボクシングジム所属となった。
2010年11月24日、後楽園ホールでイベリコ・ユン（吉祥寺鉄拳8）と対戦し、4回1-1（39-36、37-38、38-38）の判定で引き分けた。
2011年1月31日、有明コロシアムで佐々木左之介（ワタナベ）と対戦し、4回3-0（2者が40-36、40-37）の判定勝ちを収めた。
2011年5月17日、後楽園ホールで佐々木左之介（ワタナベ）と対戦し、4回0-3（2者が39-37、39-38）の判定負けを喫し前戦の借りを返された。
2013年4月19日、後楽園ホールで日本ミドル級6位の氏家福太郎（新日本木村）と対戦し、3回2分32秒TKO勝ちを収めた。
2013年7月12日、日本ミドル級8位として日本スーパーウェルター級6位の飛天かずひこ（野口）と71.0 Kg契約8回戦を行い、8回3-0（2者が77-76、76-75）の判定勝ちを収めた。
2014年3月1日、後楽園ホールで日本ミドル級4位の淵上誠（八王子中屋）と日本ミドル級挑戦者決定戦を行い、8回3-0（77-76、77-75、78-75）の判定勝ちを収め柴田明雄への挑戦権を獲得した。
2014年7月5日、後楽園ホールで日本・OPBFミドル級王者柴田明雄（ワタナベ）と対戦し、12回0-3（113-115、113-116、111-117）の判定負けを喫し日本王座並びにOPBF王座の獲得に失敗した。
2015年1月29日、後楽園ホールで美柑英男（渥美）とミドル級8回戦を行い、8回3-0（3者共77-75）の判定勝ちを収め再起した。
2015年4月24日、後楽園ホールで行われた「ホープフルファイトvol.18」でクンスック・ソーソムポン（タイ）とミドル級8回戦を行い、2回39秒KO勝ちを収めた。
2015年8月7日、後楽園ホールで日本ミドル級5位の淵上誠（八王子中屋）と1年5ヵ月ぶりに再戦し、5回2分36秒TKO勝ちを収めた。
2015年11月30日、後楽園ホールで行われた「ホープフルファイトvol.20」でラーチャシー・シットサイトーン（タイ）とミドル級8回戦を行い、3回1分48秒TKO勝ちを収めた。
2016年3月11日、後楽園ホールで日本・OPBFミドル級王者柴田明雄（ワタナベ）と1年8ヵ月ぶりに再戦し、3回1分28秒KO勝ちを収め日本王座並びにOPBF王座の獲得に成功した。
2016年3月31日、OPBF東洋太平洋女子スーパーフェザー級王者の三好喜美佳と共に川崎市の福田紀彦市長を表敬訪問し、福田市長から激励を受けた。4月1日、東日本ボクシング協会の2016年3月度月間MVPに選出された。
2016年6月7日、OPBF東洋太平洋ミドル級1位のドゥワイト・リッチー（オーストラリア）と対戦し、12回0-3（119-109、118-110×2）の判定負けを喫し初防衛に失敗、王座から陥落した。
2016年9月14日、後楽園ホールで行われた「ホープフルファイトvol.23」で日本王座の防衛戦とWBOアジア太平洋ミドル級王座決定戦を日本ミドル級2位の淵上誠（八王子中屋）と行い、日本王座の初防衛並びにWBOアジア太平洋王座の獲得を目指す予定だったが、同月11日に川崎新田ジムの階段から転落し頭部を打って意識を失い、骨盤と脛も負傷、意識はすぐに回復し、病院での検査で異常は発見されなかったが翌12日になってもめまいや吐き気が治まらなかった為、同日夜に西田の棄権を決断、試合は中止となった。病院での診断は「脳しんとう」だった。
2017年5月1日、後楽園ホールで日本ミドル級暫定王者の胡朋宏（横浜光）と王座統一戦を行い、10回3-0（96-94、97-94、97-93）の判定勝ちを収め王座統一に成功した（記録上は正規王座の初防衛）。6月5日、東日本ボクシング協会の2017年5月度月間MVPに選出された。胡はその後現役を引退した。
2017年9月22日、後楽園ホールで行われた「ホープフルファイトvol.26」でウィチアン・ケーマックスジム（タイ）と73.0kg契約8回戦を行い、4回33秒TKO勝ちを収め2度目の防衛戦になるはずだった福山和徹の急病による中止による代替試合を制した。
2018年3月3日、カルッツかわさきで行われた「ホープフルファイトvol.27」で日本ミドル級1位の竹迫司登（ワールドS）と対戦し、初回1分32秒TKO負けを喫し2度目の防衛に失敗、王座から陥落した。
2018年11月7日、後楽園ホールで日本ミドル級最強挑戦者決定戦が行われ、同級3位の加藤収二（中野サイトウ）と対戦したが、8回1-2（75-76×2、76-75）で判定負けを喫した。試合後、引退する意向を示した。

## 獲得タイトル
- 第60代日本ミドル級王座（防衛1）
- 第46代OPBF東洋太平洋ミドル級王座（防衛0）